# Darko Kraljević
Darko Kraljević (Vitez, 1966. – 2. srpnja 1995.) bio je časnik Hrvatskih obrambenih snaga i Hrvatskog vijeća obrane tijekom rata u Bosni i Hercegovini.

## Životopis
Od 1985. do 1986. vojni rok u Jugoslavenskoj narodnoj armiji je služio u vojnoj policiji u 99. četi Vojne policije u Zemunu u Komandi stana RV PVO. Iz JNA je izašao kao vodnik vojne policije.
Početkom rata u BiH 1992. godine pristupa HOS-u. Utemeljuje HOS u Vitezu te postaje zapovjednik jedinice Vitezovi, a uskoro i zapovjednik cjelokupnog HOS-a u srednjoj Bosni. Imao je čin bojnika.
Nakon smrti glavnog zapovjednika HOS-a, generala bojnika Blaža Kraljevića, zapovjednika HOS-a Hercegovine, Dobroslav Paraga, naređuje Darku Kraljeviću da nastavi s dotadašnjom politikom HOS-a i HSP-a. No usprkos tome, Kraljević i jedinica Vitezovi prelaze u srednjobosanski HVO. Od jedinice Vitezovi i još nekih bivših pripadnika HOS-a ustrojena je Postrojba posebne namjene "Vitezovi" koja je službeno bila u sastavu HVO-a, ali je na bojištu djelovala samostalno. Zapovjednik postrojbe je bio Kraljević, a tijekom 1993. godine je promaknut u čin pukovnika.
Tijekom hrvatsko-bošnjačkih sukoba u srednjoj Bosni 1993. godine, Kraljević je bio u velikoj zavadi s Tihomirom Blaškićem, zapovjednikom Operativne Zone Srednje Bosne, koji mu je pokušavao nametnuti svoje zapovjedništvo. Navodno je Kraljević pripremao urotu kojom bi Blaškić bio smijenjen, a on zauzeo njegovo mjesto. 7. siječnja 1994. na Kraljevića je izveden atentat, pri čemu je bio teže ranjen.
Kraljević je poginuo 2. srpnja 1995. godine u prometnoj nesreći. Posmrtno je promaknut u čin brigadira.